# 대한민국 민법 제476조
대한민국 민법 제476조는 지정변제충당에 대한 민법 채권법 조문이다.

## 조문
제476조(지정변제충당) ① 채무자가 동일한 채권자에 대하여 같은 종류를 목적으로 한 수개의 채무를 부담한 경우에 변제의 제공이 그 채무전부를 소멸하게 하지 못하는 때에는 변제자는 그 당시 어느 채무를 지정하여 그 변제에 충당할 수 있다.
②변제자가 전항의 지정을 하지 아니할 때에는 변제받는 자는 그 당시 어느 채무를 지정하여 변제에 충당할 수 있다. 그러나 변제자가 그 충당에 대하여 즉시 이의를 한 때에는 그러하지 아니하다.
③전2항의 변제충당은 상대방에 대한 의사표시로써 한다.

第476條(指定辨濟充當) ① 債務者가 同一한 債權者에 對하여 같은 種類를 目的으로 한 數個의 債務를 負擔한 境遇에 辨濟의 提供이 그 債務全部를 消滅하게 하지 못하는 때에는 辨濟者는 그 當時 어느 債務를 指定하여 그 辨濟에 充當할 수 있다.
②辨濟者가 前項의 指定을 하지 아니할 때에는 辨濟받는 者는 그 當時 어느 債務를 指定하여 辨濟에 充當할 수 있다. 그러나 辨濟者가 그 充當에 對하여 卽時 異議를 한 때에는 그러하지 아니하다.
③前2項의 辨濟充當은 相對方에 對한 意思表示로써 한다.

## 참고 문헌
- 오현수, 일본민법, 진원사, 2014. ISBN 9788963463452
- 오세경, 대법전, 법전출판사, 2014 ISBN 9788926210277
- 이준현 , LOGOS 민법 조문판례집, 미래가치, 2015. ISBN 9791155020869